# (222) Lucia
(222) Lucia est un astéroïde de la ceinture principale découvert par Johann Palisa le 9 février 1882. Il a été nommé ainsi en l'honneur de Lucia, la fille de l'explorateur austro-hongrois Graf Wilczek.